# 도쿄도 교통국 5300형 전동차
도쿄도 교통국 5300형 전동차(일본어: 東京都交通局5300形電車、とうきょうとこうつうきょく5300がたでんしゃ)는 1991년부터 2023년까지 운행했던 도쿄 도 교통국 도영 지하철 아사쿠사 선의 전동차이다.
이 차량은 게이힌 급행 전철 본선, 공항선, 즈시 선, 구리하마 선, 게이세이 전철 본선, 오시아게 선, 호쿠소 철도 호쿠소 선과의 직결 운행에 투입할 목적으로 제작되었다.

## 같이 보기
- 도쿄 도 교통국 5000형 전동차